# Symphytum asperum
Symphytum asperum là loài thực vật có hoa trong họ Mồ hôi. Loài này được Lepechin miêu tả khoa học đầu tiên năm 1805.